# Wydrzynów
Wydrzynów – wieś w Polsce położona w województwie łódzkim, w powiecie pajęczańskim, w gminie Pajęczno.
W latach 1975–1998 miejscowość administracyjnie należała do województwa częstochowskiego.
Według Narodowego Spisu Powszechnego Ludności i Mieszkań z 2011 roku liczba ludności we wsi Wydrzynów to 112, z czego 55,4% mieszkańców stanowią kobiety, a 44,6% ludności to mężczyźni. W 2002 roku we wsi Wydrzynów było 44 gospodarstwa domowe. Wśród nich dominowały gospodarstwa zamieszkałe przez dwie osoby - takich gospodarstw było 12.